# Rudy Fernández
Rodolfo „Rudy“ Fernández Farrés (* 4. April 1985 in Palma) ist ein ehemaliger spanischer Basketballspieler. Bis 2024 spielte er bei Real Madrid in der Liga ACB. Zuvor war er unter anderem auch vier Jahre in der NBA tätig. Mit der spanischen Nationalmannschaft wurde er 2006 und 2019 Weltmeister. Fernández nahm an sechs Olympischen Spielen teil.

## Laufbahn

### Spanien
Fernández begann seine Laufbahn in seiner Heimatstadt Palma bei CB Sant Josep. Im Jahr 1997 wechselte der damals 12-Jährige in die bekannte Jugendakademie von Joventut de Badalona. Nach mehreren erfolgreichen Jahren in unterschiedlichen Altersklassen feierte er am 7. April 2002, wenige Tage nach seinem 17. Geburtstag, in einem Ligaspiel gegen Real Madrid sein Debüt in der ersten Mannschaft. In der folgenden Spielzeit lief er noch sowohl für die erste als auch für die B-Mannschaft des Klubs auf, bevor er 2003 endgültig in den Profikader übernommen wurde. Schnell entwickelte er sich zu einem der wichtigsten Spieler von Joventut, bestach insbesondere durch Athletik, Schnelligkeit und eine gute Drei-Punkte-Trefferquote. Bereits im Spanischen Pokalwettbewerb 2004 wurde er, trotz einer 77:81-Finalniederlage gegen TAU Vitoria, zum wertvollsten Spieler des Turniers gewählt.
Der nächste Erfolg mit seinem Klub folgte in der Saison 2005/06, als er den Europapokal FIBA EuroCup durch ein 88:63 im Endspiel gegen BK Chimki gewann. Fernández wurde zum wertvollsten Spieler des Final-Four gewählt. Aufgrund seiner herausragenden Leistungen wurde er von der FIBA Europa als Young Player of the Year 2006 ausgezeichnet. Darüber hinaus erhielt er für seine starke EuroLeague-Saison 2006/07 die Rising Star Trophy für den besten Spieler unter 22 Jahren.
In der Saison 2007/08 gelangen gleich zwei Titelgewinne. Im Februar holte Joventut durch ein 82:80 gegen TAU Vitoria den Sieg im spanischen Pokalwettbewerb und revanchierte sich damit für die Niederlage vier Jahre zuvor. Im April 2008 eroberte Fernández mit seiner Mannschaft durch ein 79:54 gegen Akasvayu Girona den ULEB Cup. Beide Turniere beendete er als MVP.

### Portland Trail Blazers
Im NBA-Draft 2007 wurde Fernández an 24. Stelle der ersten Runde von den Phoenix Suns ausgewählt. Wegen seiner hohen Ablösesumme blieb er aber vorerst bei Joventut Badalona. Im Sommer 2008 jedoch bestätigte Fernández schließlich seinen Wechsel in die NBA, zu den Portland Trail Blazers, die inzwischen die Rechte an ihm erworben hatten.
Am 28. Oktober 2008 feierte er sein Debüt in der nordamerikanischen Profiliga gegen die Los Angeles Lakers und beendete das Spiel mit 16 Punkten und 4 Assists. Im Januar 2009 wurde Fernández in einer Fan-Abstimmung zum vierten Teilnehmer am Slam Dunk Contest des All-Star Weekends 2009 gewählt. Damit war er auch der erste Europäer in der NBA-Geschichte, der an diesem Wettbewerb teilnahm. Bereits am Vortag wirkte er als einer der besten Debütanten der Saison an der Rookie Challenge mit. Am Ende der Saison stellte er mit 159 verwerteten Drei-Punkte-Würfen einen neuen Rookie-Rekord auf und wurde ins All-Rookie Second Team 2008/09 gewählt.

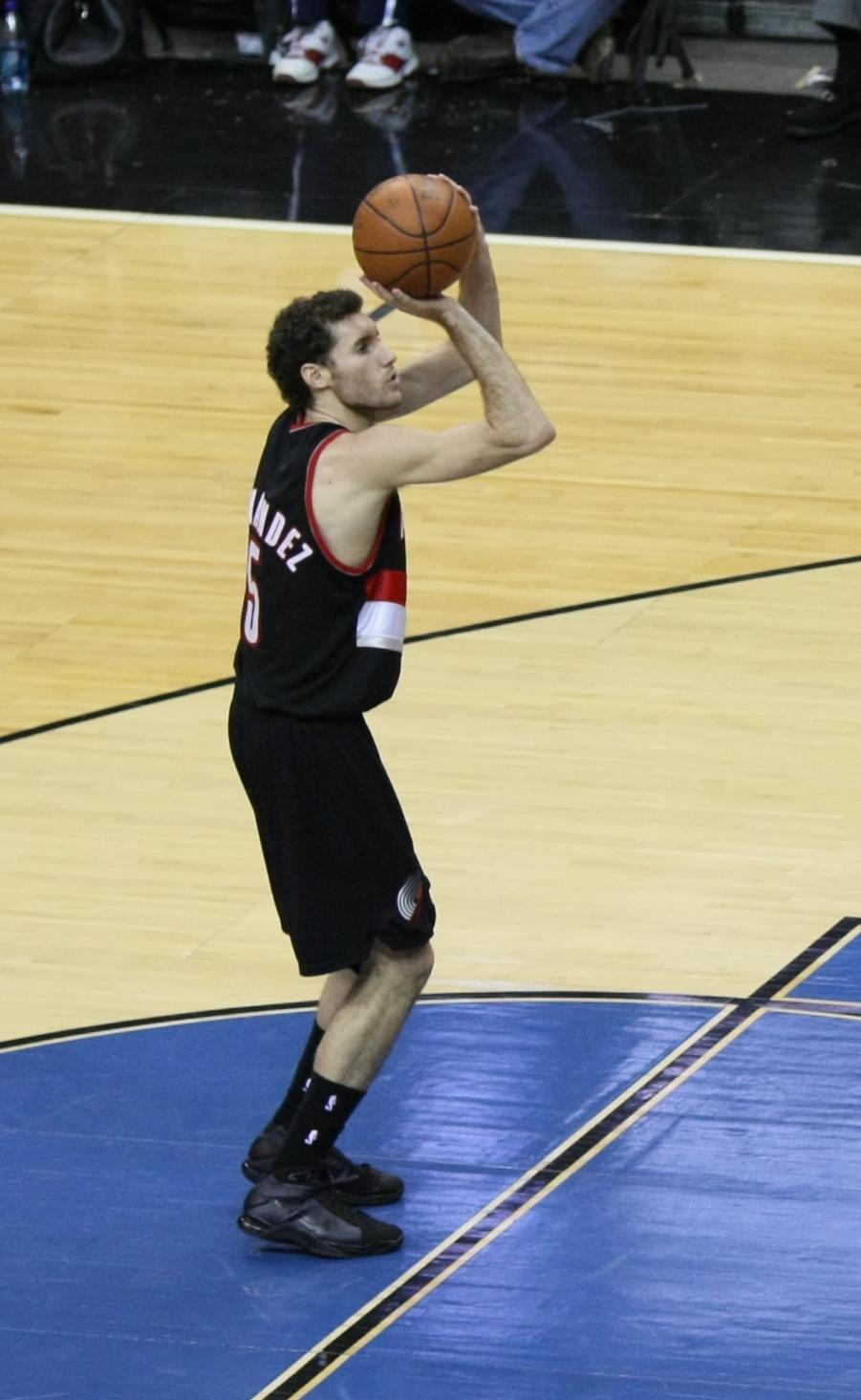
Fernández im Dress der Portland Trail Blazers

Im folgenden Spieljahr hatte Fernández mit Rückenverletzungen zu kämpfen und fiel nach einer Bandscheibenoperation für mehrere Wochen aus. In der Folge konnte er nicht mehr an seine Leistungen von 2008/09 anschließen und kam letzten Endes nur auf eine Einsatzzeit von 23,2 Minuten pro Spiel. Er zeigte sich vor dem Beginn der Saison 2010/11 unzufrieden mit seiner Rolle in Portland, die sich im Wesentlichen auf das Werfen aus der Distanz beschränkte. Über seinen Manager als Sprachrohr äußerte der Spanier mehrmals den Wunsch, die Trail Blazers zu verlassen und nach Europa zurückzukehren, was ihm insgesamt Geldstrafen in Höhe von 75.000 US-Dollar wegen „für die Liga schädigende Äußerungen“ einbrachte. Letztlich einigte er sich mit der Vereinsführung und Coach Nate McMillan auf einen Verbleib in Portland und beendete die Spielzeit mit durchschnittlich 8,6 Punkten und 2,5 Assists pro Spiel.
Nach enttäuschenden Playoffs 2011, in denen er nur auf eine Einsatzzeit von durchschnittlich 13 Minuten kam, tauschte der frischgebackene NBA-Meister Dallas Mavericks seine zwei Auswahlrechte für das Draftverfahren 2011 ein, um sich die Rechte von Fernández zu sichern.

### Rückkehr nach Spanien
Im September 2011 unterschrieb Fernández einen bis 2015 laufenden Vertrag beim spanischen Club Real Madrid. Teil des Übereinkommens war, dass Fernández nach Ende des Lockouts seinen bis Ablauf der NBA-Saison 2011/12 datierten Vertrag in Dallas erfüllt. Ende November kam es zu einer Einigung zwischen der Gewerkschaft NBPA sowie den NBA-Teambesitzern, und Fernández kehrte in die nordamerikanische Profiliga zurück. Indes hatten die Dallas Mavericks seine Rechte an die Denver Nuggets transferiert. Dort brachte er es in 39 Saisonspielen auf durchschnittlich 8,6 Punkte und 2,4 Assists, bevor er sich im März einer Rückenoperation unterziehen musste und für den Rest der Spielzeit ausfiel. Im Sommer 2012 verließ Fernández die NBA erneut und kehrte zu Real Madrid zurück.
Die Saison 2012/13 verlief für Fernández erfolgreich. Mit Real Madrid gewann er den Titel in der spanischen Meisterschaft und im Supercup, zudem erreichte er mit den Hauptstädtern das Endspiel der EuroLeague. Für seine starken Leistungen wurde Fernández sowohl ins All-Euroleague First Team als auch ins All-Tournament Team der Liga ACB gewählt.
Er wurde bei Real Madrid zum Titelsammler, bis zum Ende der 2010er Jahre kamen vier spanische Meisterschaften hinzu, auch im Pokalwettbewerb und im Supercup feierte Fernández mit Madrid Erfolge. In der EuroLeague gelangen 2015 und 2018 Endspielsiege. Seine besten Angriffsleistungen in dem wichtigsten europäischen Vereinswettbewerb zeigte der Spanier während der Saison 2013/14, als er in 31 Einsätzen insgesamt 410 Punkte (13,2/Spiel) verbuchte. Ab der Saison 2016/17 sanken seine Spielanteile bei Real in der EuroLeague sowie in der spanischen Liga ACB fast stetig. Fernández kam nun meist als Einwechselspieler zum Zuge und blieb als solcher wichtiger Bestandteil der Mannschaft. Im Mai 2023 gelang ihm mit Real zum dritten Mal in seiner Laufbahn der EuroLeague-Sieg.
Drei Titel kamen in der Saison 2023/24 in Spanien hinzu: Meister, Pokalsieger und Supercupsieger. Trotz verringerter Einsatzzeit blieb Fernández ein wichtiger Spieler der Madrilenen, insbesondere in der Verteidigung und dank seiner Führungsstärke. Die Endspiele um die spanische Meisterschaft 2024 waren seine letzten für Real.

## Nationalmannschaft

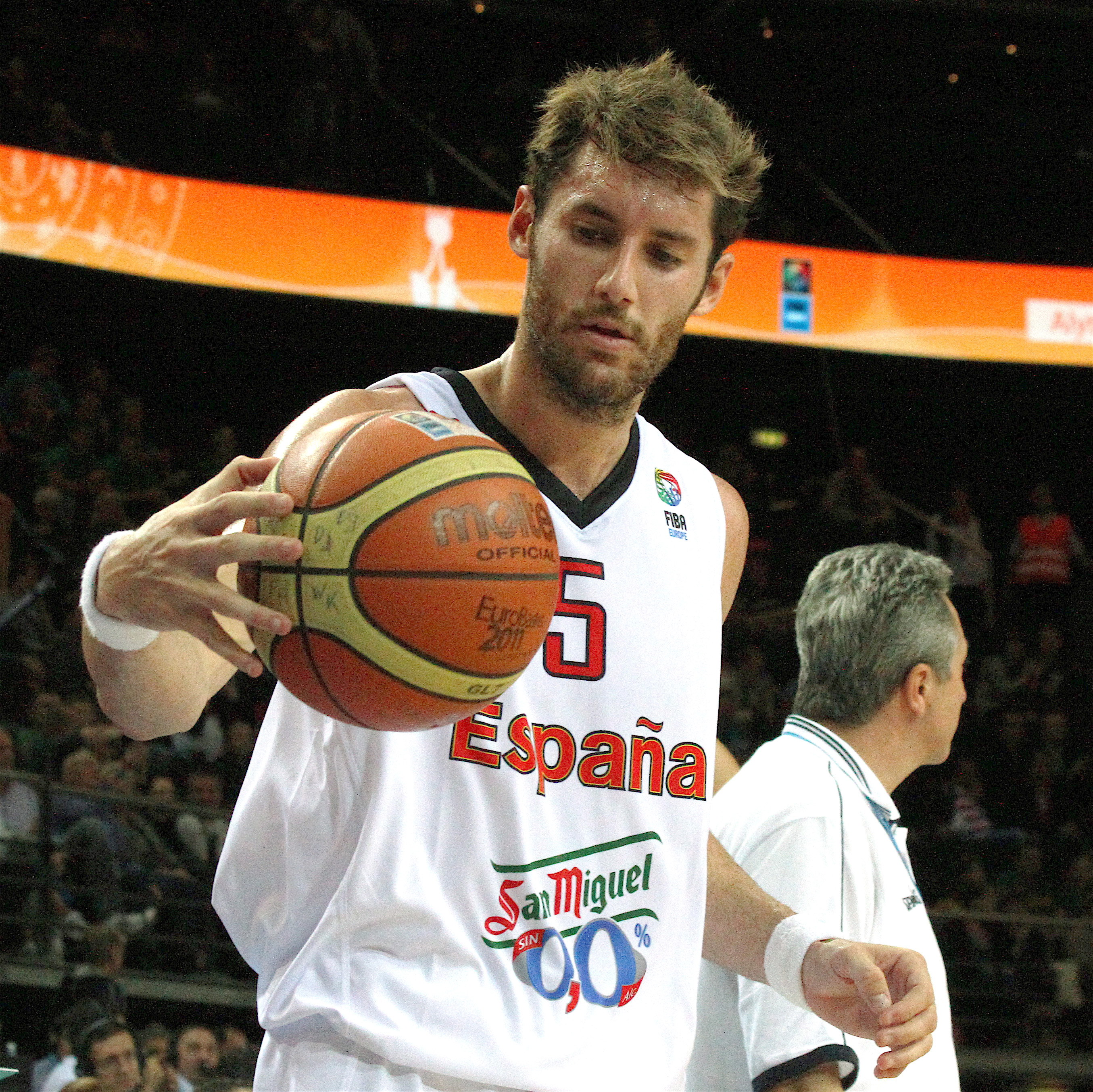
Fernández bei der EM 2011

Rudy Fernández spielte schon im Jugendalter erfolgreich für Spanien. Im Jahr 2001 holte er bei der U16-Europameisterschaft in Lettland mit der Auswahl seines Heimatlandes die Bronzemedaille. Ein Jahr später erreichte er mit Spaniens U18 die Silbermedaille beim prestigeträchtigen Albert-Schweitzer-Turnier.
Im Zuge der Vorbereitung für die Olympischen Spiele 2004 feierte er am 23. Juli 2004 gegen Kroatien sein Debüt in der Spanischen A-Nationalmannschaft.
Bei der Basketball-Weltmeisterschaft 2006 gewann er mit Spanien den Titel, Gold gab es auch bei den Europameisterschaften 2009, wo er zudem ins All-Tournament Team gewählt wurde, und 2011. Darüber hinaus holte er mit Spanien die Silbermedaille bei der Basketball-Europameisterschaft 2007 sowie bei den Olympischen Sommerspielen 2008 und 2012. Bei den Spielen in Peking beeindruckte er mit 22 Punkten im Endspiel gegen die USA und sorgte unter anderem mit einem spektakulären Dunk über Dwight Howard für Aufsehen. 2015 gewann Fernández zum dritten Mal den EM-Titel, 2016 Olympiabronze und 2019 zum zweiten Mal die Weltmeisterschaft. 2021 kam er in Tokio zu seiner fünften Olympiateilnahme seit Athen 2004. 2022 gewann er seinen vierten EM-Titel.
Fernández kündigte im April 2024 an, sich 2024 als Spieler aus dem Leistungsbasketball zurückzuziehen. Als Schlusspunkt seiner Laufbahn nahm er die Teilnahme an den Olympischen Sommerspielen 2024 in den Blick. Es wurde seine sechste Olympiateilnahmen, was zuvor noch keinem Basketballspieler gelungen war. Das letzte Spiel seiner Laufbahn bestritt er bei den Olympischen Spielen 2024 gegen Kanada. Fernández kam auf insgesamt 266 Länderspiele, mehr hatte vor ihm kein Spanier bestritten.

## Familie
Fernández entstammt einer Familie von Basketballspielern. Sowohl sein Vater Rodolfo Fernández als auch seine Mutter Maite Farrés, die es bis in die spanische Nationalmannschaft brachte, waren als Spieler aktiv. Seine vier Jahre ältere Schwester Marta Fernández wurde ebenfalls Profi, spielte unter anderem für die Los Angeles Sparks in der WNBA und brachte es auf mehr als 100 Einsätze in der Nationalmannschaft Spaniens.

## Erfolge und Auszeichnungen
Real Madrid
- EuroLeague: 2014/15, 2017/18, 2022/23
- Intercontinental Cup: 2015
- Spanische Meisterschaft: 2012/13, 2014/15, 2015/16, 2017/18, 2018/19, 2021/22, 2023/24
- Copa del Rey de Baloncesto: 2014, 2015, 2017, 2020, 2024
- Spanischer Supercup: 2012, 2013, 2014, 2018, 2019, 2020, 2021, 2022, 2023

Joventut de Badalona
- FIBA EuroCup: 2006
- Copa del Rey de Baloncesto: 2008
- ULEB Cup: 2007/08

Nationalmannschaft
- Basketball-Europameisterschaft 2022: Gold
- Basketball-Weltmeisterschaft 2019: Gold
- Basketball-Europameisterschaft 2015: Gold
- Basketball-Europameisterschaft 2013: Bronze
- Olympische Spiele 2012: Silber
- Basketball-Europameisterschaft 2011: Gold
- Basketball-Europameisterschaft 2009: Gold
- Olympische Spiele 2008: Silber
- Basketball-Europameisterschaft 2007: Silber
- Basketball-Weltmeisterschaft 2006: Gold
- Albert-Schweitzer-Turnier 2002: Silber
- U16-Europameisterschaft 2001: Bronze

Persönliche Erfolge
- All-Euroleague Second Team 2014/15
- All-Euroleague First Team 2012/13, 2013/14
- All-Tournament Team der Liga ACB 2006/07, 2007/08, 2012/13, 2013/14
- MVP der Supercopa de España de Baloncesto 2012
- Wahl ins All-Tournament Team der Europameisterschaft 2009
- NBA All-Rookie Second Team 2008/09
- Teilnehmer am NBA Slam Dunk Contest 2009
- Teilnehmer am NBA Rookie Challenge 2009
- MVP des Finales des ULEB Cups 2008
- EuroLeague Rising Star Trophy 2006/07
- FIBA Europe Young Player of the Year 2006
- MVP des Finales des FIBA EuroCups 2006
- MVP der Copa del Rey de Baloncesto 2004, 2008, 2015
- Bester Korbschütze der Liga ACB 2008[23]
- Benennung eines Asteroiden nach ihm: (171424) Rudyfernández